# 에이드리언 비들
에이드리언 비들(Adrian Biddle, 1952년 7월 20일 ~ 2005년 12월 7일)은 영국의 영화 촬영 기사이다. 참가한 영화로 《에이리언》, 《미이라》, 《이벤트 호라이즌》, 《프린세스 브라이드》, 《브이 포 벤데타》 등이 있으며, 제 11회 유럽영화상 유러피안 촬영상을 수상했다.
비들은 2005년, 《브이 포 벤데타》를 찍고 나서 심장 발작으로 급사했다.